# 地震层析成像
{{subst:copyedit/auto}}
地震层析成像（英語：seismic tomography）是一種利用天然地震或地震測量時用的爆炸物產生的地震波，包括縱波、橫波和表面波，對地球地下進行的成像技術。地震斷層掃描分辨率是根據波長、波源距離和地震儀陣列。利用地震儀接收到的數據，反演計算反射和折射波路徑位置，進一步製出速度異常的 3維圖像，后者可以被用來解釋地層構造、熱或成分的變化。地球科學家也使用這些圖像來研究地核、地幔和板塊構造過程。

#### 理論
地震斷層掃描是一種反演計算的問題求解。方法是把地震波走時數據與一個初始的地球模型進行比較，並對模型進行修改，直到由模型的計算和觀測數據之間的最佳擬合。如果地球的成分均勻，地震波將沿直線傳播，但地球的分層、構造結構和熱變化會造成反射和折射地震波。反演計算也能推算出這些變化的位置和幅度，但是反演計算是多解的，答案不止一個。
地震斷層掃描與醫學上 X 射線計算機斷層掃描（CT 掃描）相似，也是由計算機處理數據造成 3D 圖像。但 CT 利用的是信號的衰減程度而不是信號的走時。地震斷層掃描必須考慮和處理反射和折射波的彎曲路徑以及地震震源位置的不確定性。顯影電腦斷層掃描使用線性X射線和已知來源。